# Campionatul Mondial de Scrimă din 1967
Campionatul Mondial de Scrimă din 1967 s-a desfășurat în perioada 5–16 iulie la Montreal în Canada.

## Rezultate

### Masculin
| Probă                 | Aur                                                                                                | Argint                                                                                    | Bronz                                                                          |
| Spadă la individual   | Aleksei Nikancikov (URS)                                                                           | Grigori Kriss (URS)                                                                       | Rudolf Trost (AUT)                                                             |
| Spadă pe echipe       | Uniunea Sovietică Aleksei Nikancikov Viktor Modsolevski Guram Kostava Iosif Vitebski Grigori Kriss | Franța Jean-Pierre Allemand Yves Boissier Claude Bourquard Jacques Brodin Yves Dreyfus    | Ungaria Csaba Fenyvesi Gyözö Kulcsár Zoltan Nemere Pál Schmitt Pál Nagy        |
| Floretă la individual | Viktor Putiatin (URS)                                                                              | Jenő Kamuti (HUN)                                                                         | Bernard Talvard (FRA)                                                          |
| Floretă pe echipe     | România · Ion Drîmbă · Mihai Țiu · Tănase Mureșanu · Iuliu Falb · Ștefan Ardeleanu                 | Uniunea Sovietică Mark Midler Leonid Romanov Iuri Șarov Viktor Putiatin Gherman Sveșnikov | Polonia Witold Woyda Egon Franke Adam Lisewski Janusz Rozycki Ryszard Parulski |
| Sabie la individual   | Mark Rakita (URS)                                                                                  | Jerzy Pawłowski (POL)                                                                     | Tibor Pézsa (HUN)                                                              |
| Sabie pe echipe       | Uniunea Sovietică Mark Rakita Boris Melnikov Eduard Vinokurov Vladimir Nazlîmov Umiar Mavlihanov   | Ungaria · Péter Bakony · Tibor Pézsa · Attila Kovács · Miklós Meszéna · Tamás Kovács      | Franța Claude Arabo Jean Ramez Serge Panizza Marcel Parent Bernard Vallée      |

### Feminin
| Probă                 | Aur                                                                                             | Argint | Bronz                                                                                   |
| Floretă la individual | Aleksandra Zabelina (URS)                                                                       | Antonella Ragno (ITA)                                                                                           | Ildikó Bóbis (HUN)                                                                      |
| Floretă pe echipe     | Ungaria · Ildikó Bobis · Ildikó Rejtő · Mária Gulácsy · Lídia Dömölky-Sákovics · Katalin Juhász | Uniunea Sovietică Galina Gorohova Nadejda Kondrateva Valentina Rastvorova Tatiana Samusenko Aleksandra Zabelina | România · Ileana Drîmbă · Ana Ene · Ecaterina Iencic · Marina Stanca · Olga Szabo-Orban |

## Clasament pe medalii
| Loc | Țară              | Aur | Argint | Bronz | Total |
| --- | ----------------- | --- | ------ | ----- | ----- |
| 1   | Uniunea Sovietică | 6   | 3      | 0     | 9     |
| 2   | Ungaria           | 1   | 2      | 3     | 6     |
| 3   | România           | 1   | 0      | 1     | 2     |
| 4   | Franța            | 0   | 1      | 2     | 3     |
| 5   | Polonia           | 0   | 1      | 1     | 2     |
| 6   | Italia            | 0   | 1      | 0     | 1     |
| 7   | Austria           | 0   | 0      | 1     | 1     |